# تیم دوچرخه‌سواری دیرکت انرژی
تیم دوچرخه‌سواری دیرکت انرژی (فرانسوی: Direct Énergie‎) یک تیم دوچرخه‌سواری در کشور فرانسه است.
این تیم که در سال ۲۰۰۰ تأسیس شده و از زمان افتتاح تا کنون در مسابقات مهمی همچون تور دو فرانس شرکت کرده‌است.